# Doliosauriscus
Doliosauriscus is een geslacht van uitgestorven Therapsida. Fossielen van Doliosauriscus zijn gevonden uit gesteenten van het Midden-Perm in Rusland. Er zijn slechts twee soorten bekend:
- Doliosauriscus yanshinovi
- Doliosauriscus adamanteus

Het is een lid van de familie der Anteosauridae en was zoals de meeste leden van deze familie een carnivoor. In 1958 werden de twee bekende soorten ontdekt door A. Orlov en het geslacht Doliosauriscus werd in 1961 benoemd door O. Kuhn.

## Uiterlijke kenmerken
Doliosauriscus leek veel op de nauw verwante Anteosaurus. De relatief grote bek had een gebit dat enigszins op dat van een zoogdier leek, maar wat ook enkele reptielachtige kenmerken had. Doliosauriscus had met zoogdieren gemeen dat zijn gebit bestond uit drie typen tanden. Het gebit bestond uit puntige tanden voor in de bek van gemiddelde lengte, daarachter de lange hoektanden die bijna als sabeltanden omschreven kunnen worden en helemaal achterin kleine puntige tanden. De tanden verschillen echter alleen in grootte van elkaar en het gebit kan nog niet onderverdeeld worden in snijtanden, hoektanden en kiezen. Dit is een primitief kenmerk dat Doliosauriscus nog met reptielen deelt. De kaken waren door de aanwezigheid van grote kaakspieren erg krachtig en konden zeer wijd geopend worden. De lijn van de bek liep over de kop in de vorm van een golf. De kop was hoog en sterk, met slechts één holte achter de ogen. De oogkassen waren klein en er zaten kleine ogen in. De neusgaten en oren waren echter groter, waardoor men denkt dat dit dier het niet van zijn gezichtsvermogen moest hebben, maar van zijn reukvermogen en zijn gehoor. Van achter de neusgaten tot achter de ogen kwamen enkele rijen beenknobbels voor op de kop. Deze dienden waarschijnlijk voor het opvangen van kopstoten. Het dier had een korte, dikke en gespierde nek, waarmee hij kleine prooien heen en weer slingerde en grote prooien in zijn greep hield. Doliosauriscus had een groot, robuust lijf, maar was toch vrij snel. Hij had nog steeds buikribben, een kenmerk van reptielen, maar ze begonnen bij Doliosauriscus al te verdwijnen. De poten stonden niet meer zo zijwaarts als bij basale eupelycosauriërs zoals Dimetrodon, de voorgangers van Doliosauriscus en andere therapsiden, maar de poten stonden ook niet direct onder het lichaam zoals bij de zoogdieren, hun nazaten. De poten waren voorzien van grote handen en voeten. Aan elke hand of voet zaten vijf tenen die elk over een grote klauw beschikten. Aan de handen zaten mogelijk ook kleine zwemvliezen, omdat Doliosauriscus bij of zelfs in het water leefde. De voorpoten van Doliosauriscus waren net iets langer dan de achterpoten, waardoor hij een aflopende houding kreeg. De heupen stonden vrij dicht bij elkaar en waren niet erg groot, wat deze aflopende houding verergerde. Opvallend is echter wel dat Doliosauriscus een van de langste staarten had van alle dinocephaliërs, de groep waartoe hij en ook Anteosaurus behoorden. Doliosauriscus was zeer groot, de schedel alleen al was erg groot. De grootste schedel van Dolichosauriscus ooit gemeten was ongeveer 53 centimeter lang. De totale lengte van het dier zou drie tot zelfs vier meter kunnen bedragen. Hoewel Doliosauriscus een verre verwant van de zoogdieren is had hij een leer-achtige huid en misschien zelfs schubben maar waarschijnlijk geen haar.

## Levenswijze
Doliosauriscus had verschillende concurrenten maar vrijwel geen enkel ander roofdier vormde een bedreiging voor de volwassen exemplaren. De jongen daarentegen waren vrij weerloos en moesten op hun hoede zijn. Doliosauriscus was net als de meeste grote therapsiden overdag actief en rustte 's nachts. Doliosauriscus legde hoogstwaarschijnlijk nog eieren, omdat van dieren die dichter bij de placentale zoogdieren stonden, zoals het vogelbekdier en andere eierleggende zoogdieren, bekend is dat zij nog wel eieren leggen. Dit kan echter niet met zekerheid vastgesteld worden, omdat er zeer weinig materiaal van jongen of eieren van therapsiden bekend is. Vermoedelijk gedroeg Doliosauriscus zich al meer als een zoogdier door bij het nest te blijven en te wachten tot de jongen uitkwamen om ze vervolgens te leren jagen en vluchten. Na een tijd lieten ze de jongen achter die dan wisten hoe ze voor zichzelf moesten zorgen. Hier is geen bewijs voor, maar omdat vele zoogdieren dit doen en Doliosauriscus vrij dicht bij de zoogdieren staat, kan het zijn dat hij zich al minder als een reptiel gedroeg. Doliosauriscus kan in groepen gejaagd hebben, maar het is waarschijnlijker dat deze grote predatoren solitair leefden en elkaar alleen bij toeval of in de voortplantingstijd tegen kwamen om te paren. Het kan ook zijn dat Doliosauriscus elkaar ontmoette doordat zij allen gelokt werden door de geur van prooi. Of Doliosauriscus een sociaal dier was is niet bekend en men weet dus ook niet of verschillende Doliosauriscus de prooi deelden, of dat ze erom vochten.

## Eetpatroon
Zoals de kop en de tanden laten zien was Doliosauriscus een agressieve jager. Hij was erg groot en zal daarom vooral andere grote prooien aangevallen hebben zoals andere dinocephaliërs, caseasauriërs en mogelijk ook jongen van andere roofdieren zoals die van grote amfibieën en biarmosuchiërs. In tijden van honger kon Doliosauriscus waarschijnlijk ook planten eten. Dit is niet zeker, maar omdat sommige andere anteosauriërs zoals Deuterosaurus dit wel deden, is het wel waarschijnlijk. Natuurlijk kon Doliosauriscus ook aas en eieren eten, maar insecten waren te klein. Het zou kunnen dat Doliosauriscus botten kon kraken om bij het voedzame merg te komen.

## Ecologie

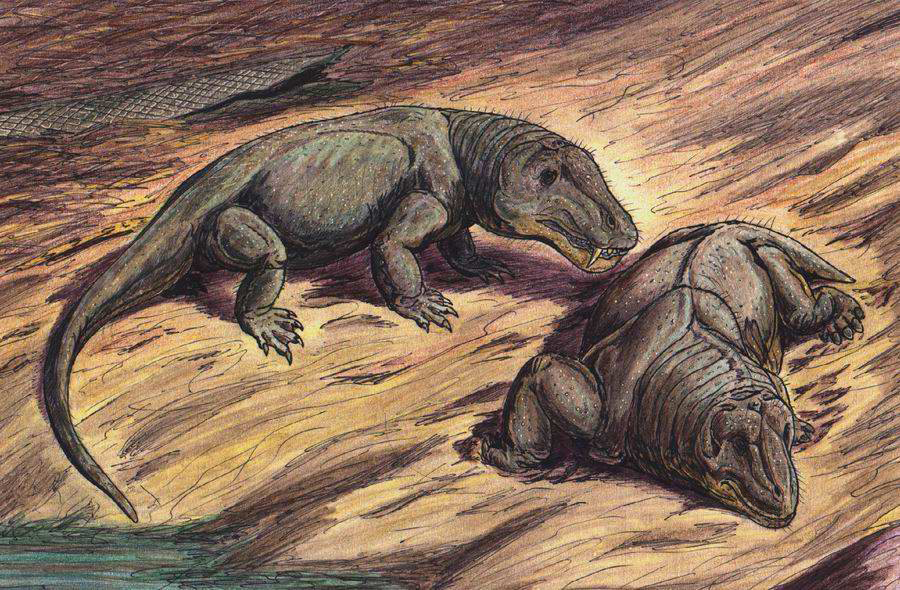
Doliosauriscus met zijn prooi, een Ulemosaurus.

In Rusland leefde Doliosauriscus samen met verschillende dieren, waaronder prooidieren als de anomodont Venyukovia, dinocephaliërs als Estemennosuchus, Anoplosuchus, Deuterosaurus en Ulemosaurus, biarmosuchiërs als Niaftasuchus en caseasauriërs als Ennatosaurus, maar ook andere roofdieren als andere dinocephaliërs als Titanophoneus, Syodon en Brithopus en biarmosuchiërs als Phthinosuchus, Kamagorgon, Eotitanosuchus, Ivantosaurus en Biarmosuchus. Verder leefden in dit gebied ook nog enkele grote amfibieën als Konzukovia, Platyoposaurus en Zygosaurus. Toen Doliosauriscus en andere grote carnivoren uit die tijd uitstierven werden zij vervangen door een heel nieuwe groep, de Theriodonta. Deze dieren waren er in vele vormen die in het Laat-Perm de niche van Dolichosauriscus over namen. De grootste waren de gorgonopsiërs, waarvan grote vormen als Inostrancevia en Sauroctonus even groot werden als Doliosauriscus. Sinds het uitsterven van het Perm naar het Trias zijn er nooit nog zulke grote synapsiden geweest. De eerstvolgende roofdieren die dezelfde lengte als Doliosauriscus en de gorgonopsiërs zouden bereiken waren grote archosauromorphen als Erythrosuchus en Shansisuchus.

## Fylogenie
Doliosauriscus is zeer nauw verwant aan Anteosaurus aangezien hij zelfs in dezelfde tribus zit. Verder is Doliosauriscus ook verwant aan andere leden van de familie der Anteosauridae als Deuterosaurus en Titanophoneus. Mogelijk waren Brithopus en de leden van de familie der Syodontidae als Syodon, Notosyodon en Australosyodon ook nauwe verwanten van de Anteosauridae. Doliosauriscus wordt soms tot de familie der Brithopodidae gerekend, maar aan de status van deze familie wordt getwijfeld omdat Brithopodus soms tot de Anteosauridae gerekend wordt. Dit maakt het waarschijnlijker dat Doliosauriscus ook gewoon tot de Anteosauridae gerekend moet worden, zoals de meeste wetenschappers aannemen.